# Чича Срећков лист
Чича Срећков лист за сербске земљоделце (црквенословенски Чича СрећковЪ листЪ за сербске землЪдЪлце) је лист који је излазио у периоду од 1847. до 1848. године у Београду. То је први лист у Србији намењен практичној обуци сељака. 

## О новинама
Први број Чича Срећковог листа изашао је у Београду, 1. јануара 1847. године, а последњи децембра 1848. Излазио је сваког уторка, 
једном недељно. Годишња претплата је била 2 талира. Доноси поучне прилоге, као и упутства о гајењу пољопривредних култура, воћа, пчела.

Часопис је добио назив по надимку његовог издавача, Атанасија Николића, који је био познат у свим српским крајевима као Чича Срећко. Новине су биле широко познате и нестрпљиво ишчекиване. У Војводини су се мештани окупљали у читалишту да слушају док неко наглас чита 
новопристигли број новина. Атанасије Николић је имао идеју да се покрене пољопривредни лист због назадовања земљорадње и сточарства у Шумадији. Лист је имао око 400 претплатника, али је само половина плаћала претплату. Држава је препознала сопствени интерес у таквој уређивачкој политици листа и финансијски га је подржавала. На посредан начин је помагала и издавање  пољопривредне литературе омогућавајући да се у државној штампарији штампају и књиге везане за пољопривредну област. Лист је врло кратко излазио због малог броја претплатника и био је угашен.

### Уредник и издавач
Уредник и издавач био је Атанасије Николић. Атанасије Николић био је професор и први ректор Лицеја, просветни и књижевни радник.

## Аутори прилога
У часопису је публиковао Аћим Медовић, лекар и писац, први председник Српског лекарског друштва, секретар санитетског одељења у Попечитељству унутрашњих дела, физикус Пожаревачког округа и професор судске медицине на Великој школи у Београду.

### Теме
Атанасије Николић писао је поуке и доносио дописе о летини, побројавао је и описивао разне сорте домаћег воћа.
- Гајење пољопривредних култура
- Пчеларство
- Воћарство

- Чича Срећков лист, број 2, 1848.
- Чича Срећков лист, број 3, 1848.
- Досетке, број 3, 1848.
- Попис воћа у Подринском крају, број 4, страна 13, 1848.
- Попис воћа у Подринском крају, број 4, страна 14, 1848.

Лист је пратио резултате у пољопривреди. Објављивао је јавне похвале најуспешнијих земљорадника, давао савете о начинима гајења одређених култура или стоке, припреми и обради земљишта, као и другим важним новинама и методама рада намењених земљорадничком становништву. Лист је објављивао и податке о површинама засејаним различитим културама, ценама пољопривредних производа и низ прилога у којима су, у виду дијалога, подучавани сељаци. Похвале н ајуспешнијих пољопривредника требало је да допринесе већем залагању, али и да буде подстицај за успешније ангажовање и бољу бригу о усевима. Среске старешине су се залагале на спровођењу привредне политике на селу.

## Занимљивости
| „ | Први лист за земљораднике био је Чича Срећков лист, а уредник му је био Атанасије Николић. Николић је у њему хвалио добре и прекоревао лоше домаћине. Као лоше посебно је именовао сељаке из околине града, посетиоце Симине кафане називајући их ладолежима. | ” |

## Галерија
- Чича Срећко побуђује сељаке к напредку, У: Чича Срећков лист, број 4, 1848.
- Чича Срећков лист, број 3
- Чича Срећков лист, број 7